# Paul Feyerabend
Pour les articles homonymes, voir Feyerabend.
 (janvier 2010).
Si vous disposez d'ouvrages ou d'articles de référence ou si vous connaissez des sites web de qualité traitant du thème abordé ici, merci de compléter l'article en donnant les références utiles à sa vérifiabilité et en les liant à la section « Notes et références ».
Paul Karl Feyerabend (/ˈfaɪərɑːbənd/ ; allemand : [ˈfaɪɐˌʔaːm̩t] ; 13 janvier 1924 - 11 février 1994) était un philosophe autrichien surtout connu pour ses travaux en philosophie des sciences. Il a commencé sa carrière universitaire en tant que maître de conférences en philosophie des sciences à l'université de Bristol (1955-1958) ; il a ensuite rejoint l'université de Californie, à Berkeley, où il a enseigné pendant trois décennies (1958-1989). À différents moments de sa vie, il a occupé des postes conjoints à l'University College London (1967-1970), à la London School of Economics (1967), à l'Université de Berlin (1968), à l'Université de Yale (1969), à l'Université d'Auckland (1972, 1975), à l'Université du Sussex (1974) et, enfin, à l'ETH de Zurich (1980-1990). Il a donné des conférences et des séries de conférences à l'université du Minnesota (1958-1962), à l'université de Stanford (1967), à l'université de Kassel (1977) et à l'université de Trente (1992)[13].
L'ouvrage le plus célèbre de Feyerabend est Contre la méthode (1975), dans lequel il affirme qu'il n'existe pas de règles méthodologiques universellement valables pour la recherche scientifique. Il a également abordé des sujets liés à la politique de la science dans plusieurs essais et dans son livre Science in a Free Society (1978). Les derniers ouvrages de Feyerabend comprennent Wissenschaft als Kunst (Science as Art) (1984), Farewell to Reason (1987), Three Dialogues on Knowledge (1991) et Conquest of Abundance (publié à titre posthume en 1999), qui rassemblent des essais des années 1970 jusqu'à la mort de Feyerabend en 1994. L'ébauche inachevée d'un ouvrage antérieur a été publiée à titre posthume, en 2009, sous le titre Naturphilosophie (traduction anglaise de 2016 Philosophy of Nature). Cet ouvrage contient la reconstruction par Feyerabend de l'histoire de la philosophie naturelle depuis la période homérique jusqu'au milieu du 20e siècle. Dans ces ouvrages et d'autres publications, Feyerabend a abordé de nombreuses questions à l'interface entre l'histoire et la philosophie des sciences et de l'éthique, la philosophie ancienne, la philosophie de l'art, la philosophie politique, la médecine et la physique. Le dernier ouvrage de Feyerabend est son autobiographie, intitulée Killing Time, qu'il a achevée sur son lit de mort[14]. L'importante correspondance de Feyerabend et d'autres documents de son Nachlass continuent d'être publiés[15].
Paul Feyerabend est reconnu comme l'un des plus importants philosophes des sciences du XXe siècle. Il est souvent cité aux côtés de Thomas Kuhn, Imre Lakatos et N.R. Hanson comme une figure cruciale du tournant historique de la philosophie des sciences, et son travail sur le pluralisme scientifique a exercé une influence considérable sur l'école de Stanford et sur une grande partie de la philosophie des sciences contemporaine. Feyerabend était également une figure importante de la sociologie de la connaissance scientifique[13]. Ses conférences étaient très suivies et attiraient l'attention du monde entier[17]. Sa personnalité aux multiples facettes est résumée de manière éloquente dans sa nécrologie par Ian Hacking : « Les humanistes, dans mon sens traditionnel, doivent faire partie à la fois des arts et des sciences. Paul Feyerabend était un humaniste. Il était aussi capable de nous amuser"[18].
Conformément à cette interprétation humaniste et aux préoccupations apparaissant dans ses travaux ultérieurs, la Fondation Paul K. Feyerabend a été créée en 2006 en son honneur. La Fondation « ...promeut l'autonomisation et le bien-être des communautés humaines défavorisées. En renforçant la solidarité intra et intercommunautaire, elle s'efforce d'améliorer les capacités locales, de promouvoir le respect des droits de l'homme et de préserver la diversité culturelle et biologique ». En 1970, l'université Loyola de Chicago a décerné à Feyerabend le titre de docteur en lettres humaines honoris causa. L'astéroïde (22356) Feyerabend porte son nom[19].

## Biographie
Début de la vie
Feyerabend est né en 1924 à Vienne, en Autriche[20][21] Son grand-père paternel était l'enfant illégitime d'une femme de ménage, Helena Feierabend, qui a introduit le « y “ dans ” Feyerabend »[22] Son père, originaire de Carinthie, était officier dans la marine marchande pendant la Première Guerre mondiale en Istrie et fonctionnaire à Vienne jusqu'à sa mort à la suite de complications d'un accident vasculaire cérébral. La famille de sa mère était originaire de Stockerau. Elle était couturière et s'est suicidée le 29 juillet 1943. La famille vivait dans un quartier populaire (Wolfganggasse) où les musiciens tziganes, les parents excentriques, les illusionnistes, les accidents soudains et les querelles animées faisaient partie de la vie quotidienne. Dans son autobiographie, Feyerabend se souvient d'une enfance où les événements magiques et mystérieux n'étaient séparés de la morne « banalité » que par un léger changement de perspective[23] - un thème que l'on retrouvera plus tard dans son œuvre.
Élevé dans la religion catholique, Feyerabend fréquente le Realgymnasium, où il excelle en tant que Vorzugsschüler (meilleur élève), en particulier en physique et en mathématiques. À 13 ans, il construit avec son père son propre télescope, ce qui lui permet de devenir observateur pour l'Institut suisse de recherche solaire[24]. Inspiré par son professeur Oswald Thomas, il acquiert la réputation d'en savoir plus que ses professeurs[25]. Lecteur vorace, en particulier de romans et de pièces de théâtre mystérieux et d'aventure, Feyerabend tombe par hasard sur la philosophie. Les œuvres de Platon, Descartes et Büchner éveillent son intérêt pour le pouvoir dramatique de l'argumentation. Plus tard, il découvre la philosophie des sciences à travers les travaux de Mach, Eddington et Dingler, et est fasciné par le livre de Nietzsche « Ainsi parlait Zarathoustra » et sa représentation de « l'homme seul »[26] Pendant ses études secondaires, Feyerabend commence à s'intéresser au chant. Il chante dans une chorale sous la direction de Leo Lehner et s'initie plus tard à l'opéra, inspiré par les interprétations de George Oeggl et Hans Hotter. Il a ensuite suivi une formation formelle sous la tutelle d'Adolf Vogel et d'autres[27].
Occupation nazie de l'Autriche et Seconde Guerre mondiale
Les parents de Feyerabend étaient tous deux favorables à l'Anschluss. Sa mère était fascinée par la voix et le comportement d'Hitler et son père était également impressionné par le charisme d'Hitler et a rejoint plus tard le parti nazi[28] Feyerabend lui-même n'a pas été touché par l'Anschluss ou la Seconde Guerre mondiale, qu'il considérait comme un inconvénient qui l'empêchait de lire et de faire de l'astronomie. Feyerabend a fait partie des Jeunesses hitlériennes dans le cadre des politiques obligatoires et s'est parfois rebellé, faisant l'éloge des Britanniques ou affirmant qu'il devait quitter une réunion pour assister à la messe, et s'est parfois conformé, intégrant des membres qui manquaient les réunions[29]. Après la guerre, Feyerabend raconte qu'il « n'acceptait pas les objectifs du nazisme » et qu'il « savait à peine ce qu'ils étaient »[30]. Plus tard, il s'est demandé pourquoi il n'avait pas considéré l'occupation et la guerre comme des problèmes moraux. Ce n'étaient que des « inconvénients » et ses réactions - rappelées avec une honnêteté peu commune - étaient suggérées par des humeurs et des circonstances accidentelles plutôt que par une « perspective bien définie »[30].
« Avec le recul, je constate une combinaison assez instable d'anticonformisme et de tendance au conformisme. Un jugement critique ou un sentiment de malaise pouvait être réduit au silence ou transformé en son contraire par une force contraire presque imperceptible. C'était comme un nuage fragile dispersé par la chaleur. D'autres fois, je n'écoutais pas la raison ou le bon sens nazi et je m'accrochais à des idées impopulaires. Cette ambivalence (qui a survécu pendant de nombreuses années et ne s'est affaiblie que récemment) semble avoir été liée à mon ambivalence à l'égard des gens : Je voulais être proche d'eux, mais je voulais aussi qu'on me laisse tranquille ».
- Extrait de son autobiographie, Killing Time, p. 40-41
Après avoir obtenu son diplôme de fin d'études secondaires, Feyerabend a été enrôlé en avril 1942 dans l'Arbeitsdienst (service de travail) allemand[31], a reçu une formation de base à Pirmasens et a été affecté à une unité à Quelerne en Bas, près de Brest. Il décrit le travail qu'il effectue pendant cette période comme monotone : « nous nous déplacions dans la campagne, nous creusions des fossés et nous les rebouchions »[32]. Après une courte permission, il se porte volontaire pour l'école d'officiers. Dans son autobiographie, il écrit qu'il espérait que la guerre serait terminée lorsqu'il aurait achevé sa formation d'officier. Ce ne fut pas le cas. À partir de décembre 1943, il sert comme officier sur la partie nord du front de l'Est, est décoré de la Croix de fer et obtient le grade de lieutenant[33]. Lorsque l'armée allemande commence à battre en retraite face à l'avancée de l'Armée rouge, Feyerabend est touché par trois balles alors qu'il dirigeait la circulation. L'une d'elles l'atteint à la colonne vertébrale, ce qui le rend infirme pendant un an et partiellement paralysé pour le reste de sa vie. Plus tard, il a appris à marcher avec une béquille, mais il est resté impuissant et en proie à des crises intermittentes de douleur intense jusqu'à la fin de sa vie.
Après la Seconde Guerre mondiale, le doctorat et le début de sa carrière en Angleterre
Feyerabend avec son ami Roy Edgley
Après avoir été blessé au combat, Feyerabend a été hospitalisé à Weimar et dans ses environs, où il a passé plus d'un an à se rétablir et où il a assisté à la fin de la guerre et à l'occupation soviétique. Le maire d'Apolda lui a donné un emploi dans le secteur de l'éducation et lui, qui se déplaçait encore avec deux béquilles, a travaillé dans le domaine du divertissement public, notamment en écrivant des discours, des dialogues et des pièces de théâtre. Plus tard, à l'académie de musique de Weimar, il obtient une bourse et des bons d'alimentation et prend des cours d'italien, d'harmonie, de chant, d'énonciation et de piano. Il adhère également à l'Association culturelle pour la réforme démocratique de l'Allemagne, la seule association à laquelle il ait jamais adhéré[34].
Lorsque Feyerabend retourne à Vienne, il est autorisé à passer un doctorat à l'université de Vienne. À l'origine, il avait l'intention d'étudier la physique, l'astronomie et les mathématiques (tout en continuant à pratiquer le chant), mais il a décidé d'étudier l'histoire et la sociologie pour comprendre ses expériences en temps de guerre[35]. Cependant, insatisfait, il s'est rapidement réorienté vers la physique et a étudié l'astronomie, en particulier l'astronomie d'observation et la théorie des perturbations, ainsi que les équations différentielles, la physique nucléaire, l'algèbre et l'analyse tensorielle. Il suit les cours de Hans Thirring, Hans Leo Przibram et Felix Ehrenhaft. Il a également joué un petit rôle dans un film réalisé par G.W. Pabst et a rejoint le Collège autrichien où il a fréquenté leur série de conférences à Alpbach. En 1948, Feyerabend y rencontre Karl Popper, qui lui fait une impression positive[36]. Il est également influencé par le dramaturge marxiste Bertolt Brecht, qui l'invite à devenir son assistant à l'Opéra d'État de Berlin-Est, mais Feyerabend décline l'offre[37]. L'une des raisons possibles est l'aversion instinctive de Feyerabend pour la pensée de groupe, qui l'amène par exemple à refuser catégoriquement d'adhérer à toute organisation marxiste-léniniste, bien qu'il y ait des amis et qu'il ait voté communiste lors des premières élections autrichiennes[37].
À Vienne, Feyerabend a organisé le Cercle Kraft, où les étudiants et les professeurs discutaient de théories scientifiques (il se souvient de cinq réunions sur les interprétations non einsteiniennes des transformations de Lorentz)[38] et se concentraient souvent sur le problème de l'existence du monde extérieur. Il y rencontre également Elizabeth Anscombe qui, à son tour, conduit Feyerabend à rencontrer Ludwig Wittgenstein. Entre 1949 et 1952, Feyerabend voyage en Europe et échange avec des philosophes et des scientifiques, dont Niels Bohr. Il épouse également sa première femme (Jacqueline, « pour pouvoir voyager ensemble et partager les chambres d'hôtel »),[39] divorce, et s'engage dans diverses liaisons amoureuses, malgré son impuissance physique. Des cycles d'excitation amoureuse, de dépendance, d'isolement et de dépendance renouvelée caractérisent ses relations avec les femmes pendant une bonne partie de sa vie[40] Il tire un grand plaisir de l'opéra, auquel il peut assister même cinq jours par semaine, et du chant (il reprend ses cours même si sa béquille exclut une carrière à l'opéra). La fréquentation de l'opéra et le chant (il a une excellente voix de ténor) restent des passions constantes tout au long de sa vie. En 1951, il obtient son doctorat avec une thèse sur les énoncés de base (Zur Theorie der Basissätze) sous la direction de Victor Kraft[41].
En 1952-53, grâce à une bourse du British Council, il poursuit ses études à la London School of Economics où il se concentre sur les travaux de Bohm et von Neumann en mécanique quantique et sur les dernières œuvres de Wittgenstein, dont Remarques sur les fondements des mathématiques et Investigations philosophiques. Il assiste également aux conférences de Popper sur la logique et la méthode scientifique et acquiert la conviction que l'induction est irrationnelle. À cette époque, il développe une première version de sa théorie de l'incommensurabilité, qu'il considère comme une trivialité, et est encouragé à la développer davantage par Popper, H.L.A. Hart, Peter Geach et Georg Henrik von Wright[42]. Il rencontre de nombreuses autres personnes, dont J. Après son retour à Vienne, Feyerabend rencontra souvent Viktor Frankl et Arthur Pap[44], qui lui offrit un poste d'assistant de recherche à l'université de Vienne. Grâce à Pap, il fait la connaissance de Herbert Feigl. À cette époque, Feyerabend travaille à la traduction allemande de La société ouverte et ses ennemis de Popper et rencontre souvent Herbert Feigl et Philipp Frank. Franck a soutenu qu'Aristote était un meilleur empiriste que Copernic, un argument qui a influencé l'étude de cas principale de Feyerabend dans Against Method (Contre la méthode).
En 1955, Feyerabend postule avec succès à un poste de professeur à l'université de Bristol, avec des lettres de recommandation[45] de Karl Popper et d'Erwin Schrödinger, et entame sa carrière universitaire. En 1956, il rencontre Mary O'Neill, qui deviendra sa seconde épouse - une autre histoire d'amour passionnée qui se terminera bientôt par une séparation[46] Après avoir présenté un article sur le problème de la mesure lors du symposium de 1957 de la Colston Research Society à Bristol, Feyerabend est invité à l'université du Minnesota par Michael Scriven. Il y échange avec Herbert Feigl, Ernst Nagel, Wilfred Sellars, Hilary Putnam et Adolf Grünbaum. Peu après, il rencontre Gilbert Ryle qui dit de Feyerabend qu'il est « intelligent et malicieux comme un tonneau de singes »[47].
Berkeley, Zurich et la retraite
Feyerabend plus tard dans sa vie. Photographie de Grazia Borrini-Feyerabend
Le premier poste académique de Feyerabend était à l'université de Californie à Berkeley. Bien qu'il y ait été engagé en 1958, il a passé une partie de ses premières années aux États-Unis à l'université du Minnesota, travaillant étroitement avec Herbert Feigl et Paul Meehl après avoir rejeté une offre d'emploi de l'université Cornell[48]. En Californie, il a rencontré et s'est lié d'amitié avec Rudolf Carnap, qu'il a décrit comme une « personne merveilleuse, douce, compréhensive, pas du tout aussi sèche qu'on pourrait le croire à la lecture de certains (pas tous) de ses écrits »[49], et Alfred Tarski, parmi d'autres. Il se marie également pour la troisième fois. À Berkeley, Feyerabend a surtout donné des cours de philosophie générale et de philosophie des sciences. Pendant la révolution étudiante, il a également donné des cours sur les révolutionnaires (Lénine, Mao, Mill et Cohn-Bendit)[50] Il a souvent invité des étudiants et des personnes extérieures, dont Lenny Bruce et Malcolm X, à donner des conférences sur divers sujets, notamment les droits des homosexuels, le racisme et la sorcellerie. Il soutenait les étudiants, mais pas les grèves. John Searle a tenté de faire licencier Feyerabend pour avoir organisé des conférences en dehors du campus[51].
Comme Feyerabend était une personnalité très vendable dans le monde universitaire et qu'il était personnellement agité, il n'a cessé d'accepter et de quitter des postes universitaires tout en occupant des postes plus « stables » à Berkeley et à Londres. Par exemple, à partir de 1968, il a passé deux mandats à Yale, qu'il décrit comme ennuyeux, estimant que la plupart des étudiants n'avaient pas « d'idées propres »[52] Il y a cependant rencontré Jeffrey Bub, et tous deux sont devenus amis. Il se souvient avoir tenté de donner des « A » à tous les étudiants des séminaires de troisième cycle, ce à quoi les étudiants de Yale se sont fermement opposés. Il a également demandé aux étudiants de ses cours de premier cycle de construire quelque chose d'utile, comme des meubles ou des courts métrages, plutôt que de rédiger des mémoires ou de passer des examens[53] Au cours des mêmes années, il a accepté une nouvelle chaire de philosophie des sciences à Berlin et un poste de professeur à Auckland (Nouvelle-Zélande). À Berlin, il est confronté à un « problème » : on lui attribue deux secrétaires, quatorze assistants et un bureau impressionnant avec des meubles anciens et une antichambre, qui lui « donne la chair de poule » :
« Je n'ai jamais eu de liste d'adresses ni de liste de mes publications, et j'ai jeté la plupart des tirés à part qui m'ont été envoyés... Cela m'a éloigné du paysage académique, mais m'a aussi simplifié la vie. ... [À Berlin] les secrétaires ont rapidement été utilisées par mes collègues moins indépendants et par les assistants. Je leur ai dit : 'Ecoutez, j'ai reçu 80 000 marks pour créer une nouvelle bibliothèque ; achetez tous les livres que vous voulez et organisez autant de séminaires que vous voulez. Ne me demandez rien, soyez indépendants' . La plupart des assistants étaient des révolutionnaires et deux d'entre eux étaient recherchés par la police. Pourtant, ils n'ont pas acheté Che Guevara, Mao ou Lénine, mais des livres de logique ! 'Nous devons apprendre à penser', disaient-ils, comme si la logique avait quelque chose à voir avec cela.»
- Extrait de son autobiographie, Killing Time, p. 132
Lorsqu'il enseignait à la London School of Economics, Imre Lakatos intervenait souvent pendant les conférences de Feyerabend et commençait à défendre les arguments rationalistes. Les deux hommes « différaient par leurs perspectives, leur caractère et leurs ambitions », mais ils sont devenus des amis très proches. Ils se rencontraient souvent dans la luxueuse maison de Lakatos à Turner Woods, qui comprenait une impressionnante bibliothèque. Lakatos avait acheté la maison à des fins de représentation et Feyerabend s'en moquait souvent, choisissant d'aider la femme de Lakatos à faire la vaisselle après le dîner plutôt que de s'engager dans des débats savants avec des « invités importants » dans la bibliothèque. « Lakatos et Feyerabend avaient prévu d'écrire un volume de dialogue dans lequel Lakatos défendrait une vision rationaliste de la science et Feyerabend l'attaquerait. Ce projet de publication commune a été interrompu par la mort soudaine de Lakatos en 1974. Feyerabend en fut dévasté.
Feyerabend, Kuhn, Hoyningen-Huene et des collègues après un séminaire à l'ETH de Zurich
Feyerabend était devenu de plus en plus conscient des limites des théories - aussi bien conçues soient-elles - par rapport aux questions détaillées et idiosyncrasiques rencontrées au cours de la pratique scientifique. La « pauvreté du raisonnement philosophique abstrait » est devenue l'un des « sentiments » qui l'ont poussé à rassembler le collage d'observations et d'idées qu'il avait conçu pour le projet avec Imre Lakatos, dont la première édition a été publiée en 1975 sous le titre Against Method[55] Feyerabend y a ajouté des passages et des termes scandaleux, notamment à propos d'une « théorie anarchiste de la connaissance », dans un souci de provocation et en mémoire d'Imre. Il voulait surtout encourager l'attention à la pratique scientifique et au bon sens plutôt qu'aux « clarifications » vides des logiciens, mais ses opinions n'ont pas été appréciées par les intellectuels qui dirigeaient alors le trafic dans la communauté philosophique, qui ont eu tendance à l'isoler[56] Contre la méthode a également suggéré que « les approches non liées aux institutions scientifiques » peuvent avoir de la valeur, et que les scientifiques devraient travailler sous le contrôle du grand public - des points de vue qui n'ont pas été appréciés par tous les scientifiques non plus. Certains lui ont donné la réputation douteuse de « pire ennemi de la science »[57] De plus, Feyerabend était conscient que le « jargon scientifique » - lu littéralement, mot à mot, pouvait révéler non seulement des « absurdités », comme l'a découvert John Austin, « mais aussi de l'inhumanité »[58]. Avec les dadaïstes, Feyerabend s'est rendu compte que « le langage des philosophes, des politiciens, des théologiens » présentait des similitudes avec les « in-articulations brutes ». Il s'en est rendu compte en « évitant les manières savantes de présenter un point de vue » et en utilisant « des locutions courantes et le langage du show-business et de la littérature de gare »[58].
Dans son autobiographie, Feyerabend décrit comment la communauté des « intellectuels » semblait « ...s'intéresser légèrement à moi, me soulever jusqu'à la hauteur de ses yeux, me regarder brièvement et me laisser tomber à nouveau. Après m'avoir fait paraître plus important que je ne l'avais jamais pensé, elle a énuméré mes défauts et m'a remis à ma place"[59]. Dans les années qui suivent la publication de Against Method et les critiques qui s'ensuivent - dont certaines sont aussi cinglantes que superficielles - il souffre de problèmes de santé et de dépression. Si les médecins ne peuvent rien pour lui, les thérapies alternatives (herbes médicinales chinoises, acupuncture, régime alimentaire, massages) lui apportent une certaine aide. Il n'a cessé de changer de poste universitaire (Auckland, Brighton, Kassel).
Vers la fin des années 1970, Feyerabend s'est vu confier un poste de professeur de philosophie à l'Eidgenössische Technische Hochschule (ETH) de Zurich. Il y donne des conférences très suivies, notamment sur le Théétète, le Timée et la physique d'Aristote, ainsi que des débats publics et des séminaires pour le public non universitaire. Au cours des années 1980, il a alterné les postes à l'ETH Zurich et à l'UC Berkeley. En 1983, il rencontre également Grazia Borrini, qui deviendra sa quatrième et dernière épouse[60], qui a entendu parler de Feyerabend par des passagers de train en Europe et a assisté à son séminaire à Berkeley. Ils se sont mariés en 1989, lorsqu'ils ont tous deux décidé d'essayer d'avoir des enfants, pour lesquels ils avaient besoin d'une assistance médicale en raison de la blessure de guerre de Feyerabend[61] Feyerabend affirme qu'il a finalement compris le sens de l'amour grâce à Grazia. Cela a eu un impact dramatique sur sa vision du monde (« Aujourd'hui, il me semble que l'amour et l'amitié jouent un rôle central et que sans eux, même les réalisations les plus nobles et les principes les plus fondamentaux restent pâles, vides et dangereux »)[62] C'est également au cours de ces années qu'il a développé ce qu'il décrit comme « ...une trace de caractère moral »[63].
« Un caractère moral ne peut être créé par l'argumentation, l'éducation ou un acte de volonté. Il ne peut être créé par aucune sorte d'action planifiée, qu'elle soit scientifique, politique, morale ou religieuse. Comme l'amour véritable, il s'agit d'un don et non d'une réussite. Il dépend d'accidents, tels que l'affection parentale, une certaine forme de stabilité, l'amitié et, par conséquent, d'un équilibre délicat entre la confiance en soi et le souci des autres. Nous pouvons créer les conditions qui favorisent l'équilibre, mais nous ne pouvons pas créer l'équilibre lui-même. Culpabilité, responsabilité, obligation, ces idées ont un sens lorsque l'équilibre est donné. Ce sont des mots vides, voire des obstacles, lorsqu'il fait défaut ».
- Extrait de son autobiographie, Killing Time, p 174
Paul Feyerabend et Grazia Borrini Feyerabend (Crète, années 1980)
En 1989, Feyerabend a volontairement quitté Berkeley pour de bon. Après sa retraite obligatoire, également à Zurich, en 1990, il a continué à donner des conférences, y compris souvent en Italie, a publié des articles et des critiques de livres pour Common Knowledge, et a travaillé sur sa publication posthume Conquest of Abundance et sur son autobiographie - les volumes pour lesquels l'écriture est devenue pour lui « une activité agréable, presque comme la composition d'une œuvre d'art »[64] Il est resté basé à Meilen, en Suisse, mais a souvent passé du temps avec sa femme à Rome. Après avoir souffert pendant une courte période d'une tumeur cérébrale inopérable, il meurt en 1994 à la clinique Genolier, surplombant le lac Léman, en Suisse. Il venait d'avoir 70 ans. Il est enterré dans sa tombe familiale, à Vienne.

## Feyerabend et la méthode en science
Dans ses livres Contre la méthode et Science in a Free Society, Feyerabend a défendu l'idée qu'il n'existe pas de règles méthodologiques immuables dont les scientifiques devraient toujours se servir, et qui garantiraient de façon incontestable la validité de leurs recherches. Il a reproché à une telle méthodologie prescriptive de limiter le champ d'activité des scientifiques et de restreindre par là-même le progrès scientifique. Selon lui, une « dose » d'anarchisme méthodologique ne pourrait être que profitable à la science.
Dans Contre la méthode Feyerabend a déclaré que la philosophie des programmes de recherche de Imre Lakatos consistait en réalité dans de « l'anarchisme déguisé », parce qu'il prétend ne pas donner de directives aux scientifiques. Feyerabend a d'ailleurs dédicacé Contre la méthode à « Imre Lakatos : mon ami, et frère en anarchisme ».
Son autobiographie met en mots ses doutes et ses hésitations biographiques en tant qu’intellect dans le champ scientifique, ce  qui fonde de manière réflexive sa conception épistémologique du « anything goes » ou « tout est bon ».

### Absence de méthode et philosophie
La position de Feyerabend est généralement perçue comme radicale en philosophie des sciences, car elle implique que la philosophie ne parviendra jamais à donner une description intégrale de la science, ni à déterminer une méthode qui permette de différencier les produits de la science d'entités non scientifiques comme les mythes. Elle implique également que les prescriptions de la philosophie quant à la façon de faire la science doivent être ignorées par les scientifiques, s'ils visent le progrès en science. 
Pour soutenir cette idée que les règles méthodologiques ne contribuent généralement pas au succès scientifique, Feyerabend prend notamment l'exemple de la révolution copernicienne et montre que les règles prescriptives de la philosophie des sciences ont toutes été violées lors de cet épisode de l'histoire des sciences. Il va même jusqu'à affirmer que l'application de ces règles en de telles situations eût au contraire empêché toute révolution scientifique.

### Compatibilité avec les anciennes théories
Feyerabend attaque aussi un des critères traditionnels de l'évaluation des théories scientifiques, celui de la compatibilité. Il tente de montrer que cet impératif de compatibilité des nouvelles théories avec les anciennes donne un avantage déraisonnable aux théories déjà instituées. Selon lui, le fait qu'une nouvelle théorie soit compatible avec une autre couvrant le même champ de recherche n'augmente en aucun cas sa validité. Il entend par là que choisir entre deux théories, d'une même économie pour l'explication des phénomènes, celle qui est la plus compatible avec la théorie ancienne et réfutée (falsified), c'est faire un choix d'ordre esthétique plus que rationnel. La familiarité d'une telle théorie la rendra en outre plus attirante pour les scientifiques, qui n'auront pas à remettre en question leurs préjugés. En cela, cette théorie possède un avantage déraisonnable et injuste. 

### Falsificationnisme
Feyerabend a également opéré une critique du falsificationnisme poppérien. Il lui objecta qu'aucune théorie intéressante ne serait jamais en accord avec tous les faits. Cela va à l'encontre d'un falsificationnisme naïf qui consisterait à dire que toute théorie scientifique devrait être rejetée dès lors qu'elle ne serait pas compatible avec tous les faits connus. Feyerabend prend l'exemple de la renormalisation en théorie quantique des champs et en physique statistique : « Cette procédure consiste à rayer les résultats de certains calculs et à les remplacer par une description de ce qui est observé empiriquement. On admet ainsi, implicitement, que la théorie est sujette à caution, en la formulant d'une manière qui implique qu'un nouveau principe a été découvert » (Contre la méthode). Feyerabend n'entend pas ici se moquer de la façon dont les scientifiques procèdent. Il ne dit pas que les scientifiques ne devraient pas se servir de la renormalisation ou de quelconques hypothèses ad hoc. Au contraire, il affirme que de telles méthodes sont nécessaires au progrès de la science pour plusieurs raisons. L'une d'entre elles est que le progrès de la science est inégal. Feyerabend explique par exemple qu'au temps de Galilée, l'optique ne rendait pas compte de phénomènes qui pourtant pouvaient être observés par les lunettes astronomiques. Les astronomes qui se servaient des observations des lunettes avaient déjà recours à des hypothèses ad hoc jusqu'à ce qu'ils puissent justifier leurs suppositions grâce à la théorie optique.

### Accord avec les faits établis
Feyerabend a également critiqué toute attitude consistant à juger la qualité des théories scientifiques en les comparant avec les faits connus. Il pensait que les théories précédentes pouvaient influer sur l'interprétation des phénomènes observés. Les scientifiques se servent d'interprétations naturelles, c'est-à-dire d'idées « si étroitement liées aux observations qu'il faut faire un effort spécial pour en prendre conscience », lorsqu'ils comparent les théories scientifiques aux faits qu'ils observent. De telles interprétations doivent être modifiées si l'on veut rendre la nouvelle théorie compatible avec les observations. Feyerabend prenait pour exemple principal de ces interprétations naturelles des phénomènes l'argument de la tour. L'argument de la tour, en effet, constituait l'objection majeure à la théorie tentant de démontrer que la terre tourne. Les aristotéliciens pensaient que le fait qu'une pierre tombant d'une tour atterrisse juste devant la tour prouve que la terre est immobile. Ils pensaient que si la terre effectuait une rotation pendant que la pierre tombait, celle-ci aurait atterri derrière la tour. Si la terre tournait les objets ne tomberaient pas à la verticale mais en diagonale, selon eux. Comme cela ne se produit pas dans le monde physique, les Aristotéliciens en inféraient l'immobilité de la terre. La théorie de Copernic semble bien être réfutée par le fait que les objets tombent verticalement sur terre. Il a donc fallu réinterpréter cette observation pour la rendre compatible avec la théorie de Copernic. Si Galilée a réussi à le faire, ce n'est qu'en se servant d'hypothèses ad hoc et en procédant contre-inductivement. Les hypothèses ont de fait chez Feyerabend un rôle positif : elles permettent de rendre une théorie temporairement compatible avec les faits, en attendant que la théorie à défendre puisse être soutenue par d'autres théories.
Toutes ces remarques tentent de justifier l'introduction de théories qui ne sont pas à première vue compatibles avec les faits bien établis. Au-delà, elles rendent nécessaire un pluralisme méthodologique qui implique de faire des comparaisons entre les théories pour améliorer l'articulation de ces théories. De cette façon, le pluralisme scientifique renouvellerait le pouvoir critique de la science. Ainsi, Feyerabend propose que la science ne procède plus par induction, mais bien plutôt par contre-induction.

### Tout est bon
Selon Feyerabend, les théories nouvelles ne sont jamais acceptées pour avoir respecté une démarche scientifique, mais parce que ceux qui la soutenaient se sont servis de toutes les astuces possibles – qu'elles consistent dans des arguments rationnels, des artifices rhétoriques ou dans de la pure propagande –  pour faire avancer leur cause. Dès lors, la seule approche qui ne nuit pas au progrès est « tout est bon » (anything goes). « “Tout est bon” n'est pas un principe que je voudrais ériger...  », dit Feyerabend en 1975, « mais l'exclamation terrifiée d'un rationaliste qui s'est intéressé de plus près à l'histoire. »

### Incommensurabilité
Feyerabend pensait également que l'incommensurabilité des théories, c'est-à-dire le fait de ne pouvoir comparer directement les théories parce qu'elles sont basées sur des suppositions incompatibles, pourrait également empêcher l'utilisation de critères généraux pour définir la qualité de théories scientifiques. Il n'est pas de théorie supérieure à une autre, puisqu'en aucun cas les théories scientifiques n'appréhendent le réel à partir des mêmes axes, selon lui.

## Le rôle de la science dans la société
Selon Feyerabend, la science peut être considérée comme anarchiste par essence, soucieuse de son propre mythe, et prétendant à la vérité au-delà de ce que lui permettent ses capacités réelles. Qu'Aristote ait été défendu contre Galilée ou Pouchet contre Pasteur ne relève que d'une controverse scientifique normale, mais que les constatations de Darwin sur la marche de la nature soient interprétées comme prescriptions pour un ordre social n'a plus de rapport avec la science elle-même (voir l'article Culte du cargo).

### Contre le scientisme
Il estime condescendante l'attitude de nombreux scientifiques envers d'autres modes de pensée et de connaissance. Il rappelle entre autres que l'astrologie ou l'effectivité supposée des danses de la pluie n'ont pas fait l'objet de réfutations scientifiques, et que le refus de ces phénomènes ne relevait donc plus du rationnel. Pour lui, la science devenait une idéologie répressive après avoir été un mouvement initialement libérateur. Feyerabend pensait utile pour une société moderne de se libérer d'une vision uniquement causale du monde, comme elle l'avait fait des idéologies finalistes.
Contestant l'idée de méthode scientifique universelle, Feyerabend affirme déplacée la position dévolue aux sciences dans les sociétés occidentales, et donc le scientisme. Puisque les scientifiques ne peuvent parvenir à adopter un point de vue universel qui garantirait la qualité de leurs observations, il n'y a pas pour lui de raison que les assertions de la science soient privilégiées par rapport à celles d'autres idéologies comme les religions. On ne pourrait donc juger les autres idéologies à partir des visions de la science du moment. En outre, les grands succès scientifiques ont historiquement comporté des éléments non scientifiques. L'inspiration du scientifique lui vient au moins en bonne partie du mythique ou du religieux.

### Séparation de la science et de l'État
En se basant sur cette argumentation, Feyerabend prône alors la séparation de la science et de l'État, de la même façon que la religion et la société sont séparées dans les sociétés modernes séculières. Il envisage "une société libre"
dans laquelle "toutes les traditions auraient les mêmes droits et le même accès au pouvoir". Par exemple, les parents devraient avoir le droit de déterminer le contexte idéologique de l'éducation de leurs enfants, au lieu de n'avoir que des options limitées par la science.
Feyerabend va jusqu'à suggérer que la science devrait également être soumise à un contrôle démocratique : non seulement les domaines de recherche devraient être déterminés par des élections populaires, mais les suppositions et les conclusions de la science devraient également être supervisées par des comités populaires. Il pensait que les citoyens devraient se servir de leurs propres principes lorsqu'ils seraient amenés à prendre des décisions sur ces problèmes ; l'idée qu'une décision doit être rationnelle est selon lui élitiste, car elle suppose que les philosophes ou les scientifiques sont en mesure de déterminer les critères en vertu desquels les hommes devraient prendre leurs décisions. Or eux aussi sont faillibles, et ont leurs préjugés, qui ne doivent parfois justement rien à la science (thème de son ouvrage Adieu, la Raison).

## Publications

### Ouvrages de Feyerabend
- Contre la méthode, Esquisse d’une théorie anarchiste de la connaissance (1975), Paris, Le Seuil, 1979 ; éd. poche, Paris Le Seuil, 1988, coll. "Points sciences".
- Science in a Free Society (de) (1978)
- Paul Feyerabend (trad. de l'anglais par Emmanuel Malolo Dissakè), Ecrits philosophiques : Réalisme, rationalisme et méthode scientifique, vol. 1, Chennevières-sur-Marne Paris, Dianoïa Diff. Presses universitaires de France, coll. « Fondements de la philosophie contemporaine des sciences », 2005, 447 p. (ISBN 978-2-913126-05-3, OCLC 62750103)
- Paul Feyerabend (trad. de l'allemand par Françoise Périgaut, Discussion avec l'historien d'art Alois Riegl), La science en tant qu'art, Paris, Albin Michel, coll. « Sciences d'aujourd'hui », 2003, 169 p. (ISBN 978-2-226-13562-9, OCLC 401787698).
- Paul Feyerabend (trad. de l'anglais par Baudouin Jurdant), Adieu la raison [« Farewell to reason »], Paris, Éd. du Seuil, coll. « Points / Sciences » (no 115), 1996, 373 p. (ISBN 978-2-02-030057-5, OCLC 717286786).
- Paul Feyerabend (trad. de l'anglais par Baudouin Jurdant), Dialogues sur la connaissance, Paris, Editions du Seuil, coll. « Science ouverte », 1996, 277 p. (ISBN 978-2-02-017763-4, OCLC 954972184).
- Paul Feyerabend (trad. de l'anglais par Baudouin Jurdant), Tuer le temps : une autobiographie, Paris, Editions du Seuil, 1996, 236 p. (ISBN 978-2-02-023911-0, OCLC 954972279)
- Paul Feyerabend (trad. de l'anglais par Emmanuel Malolo Dissakè), Une connaissance sans fondements [« Knowledge without foundations »], Paris, Dianoïa, 1999, 127 p. (ISBN 978-2-913126-00-8, OCLC 632314195). Texte de jeunesse.
- Paul Feyerabend et Paul Hoyningen-Huene (introduction) (trad. de l'anglais par Emmanuel Malolo Dissakè), Deux lettres à Thomas Kuhn : sur une version préparatoire de "La structure des révolutions scientifiques, Paris, Dianoïa, coll. « Fondements de la philosophie contemporaine des sciences », 2012, 118 p. (ISBN 978-2-913126-10-7, OCLC 812496531).
- Paul Feyerabend (trad. de l'anglais), La tyrannie de la science, Paris, Seuil, 2014, 187 p. (ISBN 978-2-02-111900-8, OCLC 900493648).
- Paul Feyerabend (trad. de l'allemand), La philosophie de la nature, Paris, Seuil, 2014, 360 p. (ISBN 978-2021102567)

### Publications sur Feyerabend

#### En langue française
- (en) Bernard Baertschi, « Le réalisme scientifique de Feyerabend », Dialogue Dialogue, vol. 25, no 02,‎ 1986, p. 267 (ISSN 0012-2173).
- Gras A., Feyerabend, le joyeux démolisseur, Alliage, no 28, 1996.
- Krige J. Le phénomène Feyerabend, Alliage, no 28, 1996.
- Malolo Dissaké E., Feyerabend - Épistémologie, anarchisme et société libre, Paris, Puf, philosophies, 2001.
- Lévy-Leblond J-M, Paul Feyerabend, un épistémologue hors norme, Alliage, no 28, 1996.
- La mort de Feyerabend : Une pensée-mouvement, 1994 (OCLC 803500266).

#### En langue anglaise
- Agassi, J. [1976]: Review of Against Method, Philosophia, 6.
- Alford, C.F. [1985]: Yates on Feyerabend’s Democratic Relativism, Inquiry, 28.
- Andersson, G. [1994]: Criticism and the History of Science: Kuhn’s, Lakatos’s and Feyerabend’s Criticisms of Critical Rationalism. (Leiden: Brill).
- Bearn, G.C.F. [1986]: Nietzsche, Feyerabend, and the Voices of Relativism, Metaphilosophy, 17.
- Bhaskar, R. [1975]: Feyerabend and Bachelard: Two Philosophies of Science, New Left Review, 94.
- Broad, W.J. [1979]: Paul Feyerabend: Science and the Anarchist, Science, 206.
- Brown, H.I. [1984]: Review of P.K.Feyerabend’s Philosophical Papers, International Studies in Philosophy, 16.
- Burian, R.M.: Scientific Realism and Incommensurability: Some Criticisms of Kuhn and Feyerabend, in Methodology, Metaphysics and the History of Science, eds. R.S.Cohen and M.W.Wartofsky (Dordrecht: D.Reidel, 1984).
- Butts, R.E. [1966]: Feyerabend and the Pragmatic Theory of Observation, Philosophy of Science, 33.
- Chalmers, A. [1986]: The Galileo that Feyerabend Missed: An Improved Case Against Method, in J.A.Schuster & R.R.Yeo (eds.), The Politics and Rhetoric of Scientific Method. (Dordrecht: D.Reidel).
- Coffa, J.A. [1967]: Feyerabend on Explanation and Reduction, Journal of Philosophy, 64.
- Couvalis, S.G. [1987]: Feyerabend’s Epistemology and Brecht’s Theory of the Drama, Philosophy and Literature, 11.
- Couvalis, S.G. [1988a]: Feyerabend, Ionesco, and the Philosophy of the Drama, Critical Philosophy, 4.
- Couvalis, S.G. [1988b]: Feyerabend and Laymon on Brownian Motion, Philosophy of Science, 55.
- Couvalis, S.G.: Feyerabend’s Critique of Foundationalism (Aldershot: Avebury Press, 1989).
- Drayton, J. [1987]: Feyerabend, Paul K(arl), in R.Turner (ed.), Thinkers of the Twentieth Century. (Chicago and London: St.James Press).
- Edgley, R. [1994]: Paul Feyerabend, 1924-1994: A Personal Memoir, Radical Philosophy, 67.
- Edgley, R. [1996]: Anarchy in Academia, New Left Review, 217, May/June.
- Gardner, M. [1982]: Anti-Science: The Strange Case of Paul Feyerabend, Free Inquiry, 3.
- Goodman, N. [1984]: Relativism Awry: Response to Feyerabend, New Ideas in Psychology, 2.
- Hacking, I. [1991]: Review of P.K.Feyerabend, Against Method, and Farewell to Reason, Journal of Philosophy, 88.
- Ian Hacking. [1994]: Paul Feyerabend, Humanist, Common Knowledge, 3.
- Hannay, A. [1989]: Politics and Feyerabend’s Anarchist, in *
- Harré, R. [1959]: Notes on P.K.Feyerabend’s Criticism of Positivism, British Journal for the Philosophy of Science, 10.
- Harré, R. [1977]: Review of P.K.Feyerabend’s Against Method. Mind, 86.
- Harré, R. [1984]: For Method: A Response to Feyerabend, New Ideas in Psychology, 2.
- Hellman, G. [1979]: Against Bad Method’ (Review of Against Method), Metaphilosophy, 10.
- Horgan, J. [1993]: Profile: Paul Karl Feyerabend: The Worst Enemy of Science, Scientific American, May 1993.
- Hoyningen-Huene, P. [1994]: Obituary of Paul K.Feyerabend (1924-1994), Erkenntnis, 40.
- Hull, R.T. [1972]: Feyerabend’s Attack on Observation Sentences, Synthese, 23.
- Joravsky, D. [1979]: Scientists as Servants (Reviews of, inter alia, Against Method and Science in a Free Society), The New York Review of Books, 26, no.11, June 28.
- Kadvany, J. [1996]: Reason in History: Paul Feyerabend’s Autobiography, Inquiry, 39.
- Kleiner, S.A. [1979]: Feyerabend, Galileo and Darwin: How to Make the Best out of what you have - or think you can get, Studies in History and Philosophy of Science, 10.
- Koertge, N. [1972]: For and Against Method (Review of Radner & Winokur), British Journal for the Philosophy of Science, 23.
- Koertge, N. [1980]: Review of P.K.Feyerabend’s Science in a Free Society, British Journal for the Philosophy of Science, 31.
- Kresge, S. [1996]: Feyerabend Unbound, (Review of Killing Time), Philosophy of the Social Sciences, 26.
- Lamb, D, Munévar, G. & Preston, J.M. (eds.), The Worst Enemy of Science ?: Essays on the Philosophy of Paul Feyerabend. (Forthcoming during 1998).
- Laudan, L. [1989]: For Method: or, Against Feyerabend, in J.R.Brown & J.Mittelstrass (eds.), An Intimate Relation. (Dordrecht: Kluwer, 1989).
- Laymon, R. [1977]: Feyerabend, Brownian Motion, and the Hiddenness of Refuting Facts, Philosophy of Science, 44.
- Machamer, P.K. [1973]: Feyerabend and Galileo: the Interaction of Theories, and the Reinterpretation of Experience, Studies in History and Philosophy of Science, 4.
- Maia Neto, J.R. [1991]: Feyerabend’s Scepticism, Studies in History and Philosophy of Science, 22.
- Margolis, J. [1970a]: Notes on Feyerabend and Hanson, in M.Radner & S.Winokur (eds.), Analyses of Theories and Methods in Physics and Psychology, Minnesota Studies in the Philosophy of Science, Volume 4. Minneapolis: University of Minnesota Press.
- McEvoy, J.G. [1975]: A ‘Revolutionary’ Philosophy of Science: Feyerabend and the Degeneration of Critical Rationalism into Sceptical Fallibilism, Philosophy of Science, 42.
- Munévar, G., ed.: Beyond Reason: Essays on the Philosophy of Paul Feyerabend (Dordrecht: Kluwer, 1991).
- Musgrave, A. [1976]: Method or Madness? Can the Methodology of Research Programmes be Rescued from Epistemological Anarchism?, in R.S.Cohen, P.K.Feyerabend & M.Wartofsky (eds.), Essays in Memory of Imre Lakatos. Dordrecht: Reidel.
- Nordmann, A. [1990]: Goodbye and Farewell: Siegel vs. Feyerabend, Inquiry, 33.
- Pace, M. [1995]: Review of the 3rd edition of Against Method, Philosophy Now, 14, Winter 1995/6.
- Preston, J.M. [1995a]: Frictionless Philosophy: Paul Feyerabend and Relativism, History of European Ideas, 20.
- Preston, J.M. [1995b]: The Missing Piece (Review of P.K.Feyerabend, Killing Time), The Times Literary Supplement, 4812.
- Preston, J.M. [1996]: Review of P.Horwich (ed.), World Changes: Thomas Kuhn and the Nature of Science, and G.Munévar (ed.), Beyond Reason: Essays on the Philosophy of Paul Feyerabend, International Studies in the Philosophy of Science, 9.
- Preston, J.M., [1997a]: Feyerabend: Philosophy, Science and Society (Cambridge: Polity Press, 1997).
- Preston, J.M., [1997b]: Feyerabend’s Polanyian Turns, Appraisal, 1 Supplementary Issue.
- Preston, J.M., [1997c]: Feyerabend’s Retreat from Realism, Philosophy of Science, 64.
- Preston, J.M., [1998]: Feyerabend’s Final Relativism The European Legacy, 2.
- Preston, J.M., [forthcoming]: Feyerabend in the 90s: ‘Post-Modern’ Themes in his Later Philosophy of Science’, recently submitted to Studies in History and Philosophy of Science.
- Pyle, A. [1994]: Obituary: Paul Feyerabend, Cogito, Summer 1994.
- Roberts, J. [1994]: A Relatively Positive Anarchist (Obituary), The Guardian, 25th Feb, 1994.
- Saxon, W. [1994]: Paul K.Feyerabend, 70, Anti-Science Philosopher (Obituary), New York Times, 8th March, 1994.
- Schlagel, R.H. [1981]: Review of Science in a Free Society, Review of Metaphysics, 35.
- Siegel, H. [1989]: Farewell to Feyerabend, Inquiry, 32.
- Smith, P. [1983]: Review of P.K.Feyerabend’s Philosophical Papers, Volumes I and II, Philosophical Investigations, 6.
- Tibbetts, P. [1976]: Feyerabend on Ideology, Human Happiness, and the Good Life, Man and World, 9.
- Townsend, B. [1971]: Feyerabend’s Pragmatic Theory of Observation and the Comparability of Alternative Theories, in R.C.Buck & R.S.Cohen (eds.), PSA 1970, Boston Studies in the Philosophy of Science, 8. Dordrecht: D.Reidel.
- Watkins, J.W.N. [1994]: Professor Paul Feyerabend (Obituary), The Independent, 4th March, 1994.
- Weber, M. [1993]: The ‘Anything Goes’ Philosopher, The Times Higher Education Supplement, December 10th, 1993.
- Weimer, W.B. [1980]: For and Against Method: Reflections on Feyerabend and the Foibles of Philosophy, Pre/Text, 1-2.
- Worrall, J. [1978a]: Against Too Much Method, Erkenntnis, 13.
- Worrall, J. [1978b]: Is the Empirical Content of a Theory Dependent On Its Rivals ? in I.Niiniluoto and R.Tuomela (eds.), The Logic and Epistemology of Scientific Change, Acta Philosophica Fennica, 30.
- Worrall, J. [1991]: Feyerabend and the Facts, in Munévar (ed.), [1991].
- Yates, S. [1984]: Feyerabend’s Democratic Relativism, Inquiry, 27.
- Yates, S. [1985]: More on Democratic Relativism: A Response to Alford, Inquiry, 28.
- Zahar, E. [1982]: Feyerabend on Observation and Empirical Content, British Journal for the Philosophy of Science, 33.